# Sharks (Super Rugby)

     Teren podlegający Sharks

Ustawienia początkowe podczas meczu Bulls vs. Sharks

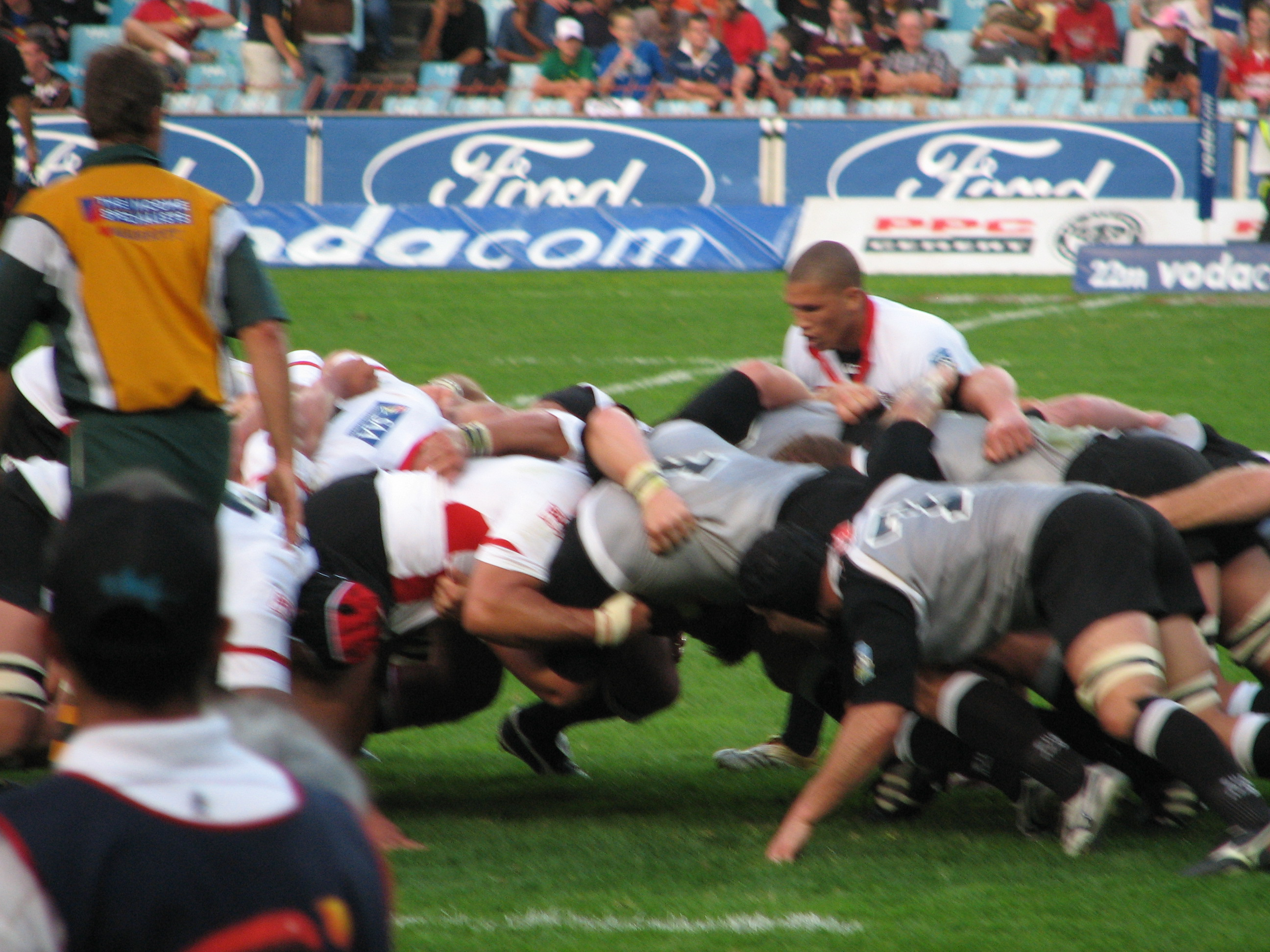
Spotkanie Cats (białe koszulki) vs. Sharks

Sharks (pl. Rekiny) – południowoafrykański profesjonalny klub rugby union. Zespół występuje w rozgrywkach ligi Super Rugby. Terenem właściwym dla Sharks jest prowincja KwaZulu-Natal, której główne ośrodki to Pietermaritzburg i Durban. W tym drugim znajduje się stadion, na którym swoje mecze rozgrywają Sharks – Kings Park Stadium. Podstawę składu drużyny stanowią gracze, którzy podczas drugiej części sezonu reprezentują Natal Sharks w lokalnych rozgrywkach Currie Cup.
Zespół z Natalu występuje w ponadnarodowych rozgrywkach od 1993 roku. W 1994 i 1995 roku prekursor Sharks zakwalifikował się do rozgrywek Super 10. W sezonie 1994 lepszą okazała się jedynie ekipa Queensland Reds. Od początków ligi Super 12 Natal/Sharks regularnie występują w tych rozgrywkach.
Rekiny nigdy nie zdobyły mistrzowskiego pucharu, choć w finale grały jeszcze trzykrotnie: w 1996, 2001 i 2007 roku. Właśnie w 2007 roku Sharks, jako pierwsza drużyna z Południowej Afryki, ukończyła zasadniczą część sezonu Super Rugby na pierwszym miejscu.
Obecnym kapitanem jest wspieracz reprezentacji RPA – Johann Muller. W drużynie występuje również wielu innych reprezentantów Springboks, między innymi John Smit, Tendai Mtawarira, JP Pietersen, François Steyn. Kolory Sharks to czarny, szary i biały.

## Wyniki
| Miejsca w Super 12 |                     |   |   |   |       |       |         |               |               |         |                                 |
| Rok                | Rozegrane spotkania | Z | R | P | Pkt.+ | Pkt.- | Pkt.+/- | Pkt. bonusowe | "Duże" punkty | Miejsce | Playoffy                        |
| 1996               | 11                  | 6 | 0 | 5 | 389   | 277   | 112     | 9             | 33            | 2.      | porażka w finale z Blues        |
| 1997               | 11                  | 5 | 2 | 4 | 321   | 350   | -29     | 6             | 30            | 4.      | porażka w półfinale z Blues     |
| 1998               | 11                  | 7 | 0 | 4 | 329   | 263   | 66      | 8             | 36            | 3.      | porażka w półfinale z Crusaders |
| 1999               | 11                  | 5 | 1 | 5 | 241   | 232   | 9       | 3             | 25            | 7.      |                                 |
| 2000               | 11                  | 1 | 1 | 9 | 235   | 341   | -106    | 3             | 9             | 12.     |                                 |
| 2001               | 11                  | 8 | 0 | 3 | 322   | 246   | 76      | 6             | 38            | 2.      | porażka w finale z Brumbies     |
| 2002               | 11                  | 4 | 0 | 7 | 183   | 308   | -125    | 3             | 19            | 10.     |                                 |
| 2003               | 11                  | 3 | 0 | 8 | 239   | 306   | -67     | 5             | 17            | 11.     |                                 |
| 2004               | 11                  | 5 | 0 | 6 | 267   | 305   | -38     | 8             | 28            | 7.      |                                 |
| 2005               | 11                  | 1 | 1 | 9 | 205   | 384   | -179    | 5             | 11            | 12.     |                                 |

### Miejsca w Super 14
| Super 14 Results |                     |    |   |   |       |       |         |               |               |         |                                                                       |
| Rok              | Rozegrane spotkania | Z  | R | P | Pkt.+ | Pkt.- | Pkt.+/- | Pkt. bonusowe | "Duże" punkty | Miejsce | Playoffy                                                              |
| 2006             | 13                  | 7  | 0 | 6 | 361   | 297   | 64      | 10            | 38            | 5.      | Brak awansu do fazy pucharowej ze względu na różnicę "małych" punktów |
| 2007             | 13                  | 10 | 0 | 3 | 355   | 214   | 141     | 5             | 45            | 2.      | porażka w finale z Bulls                                              |
| 2008             | 13                  | 9  | 1 | 3 | 271   | 209   | 62      | 4             | 42            | 3.      | porażka w półfinale z Waratahs                                        |
| 2009             | 13                  | 8  | 0 | 5 | 282   | 239   | 43      | 6             | 38            | 6.      |                                                                       |

## Rekordy

### Indywidualne
Dane z lutego 2007
- Najwięcej spotkań w karierze: 84 (Ollie le Roux)
- Najwięcej punktów w meczu: 50 (Gavin Lawless, vs. Highlanders, 1997)
- Najwięcej punktów w sezonie: 170 (Gavin Lawless, 1997)
- Najwięcej punktów w karierze: 361 (Butch James)
- Najwięcej przyłożeń w meczu: 4 (Gavin Lawless, vs. Highlanders, 1997), 4 (Stefan Terblanche, vs. Chiefs, 1998)
- Najwięcej przyłożeń w sezonie: 13 (James Small, 1996)
- Najwięcej przyłożeń w karierze: 29 (Stefan Terblanche)
- Najwięcej podwyższeń w meczu: 9 (Gavin Lawless, vs. Highlanders, 1997)
- Najwięcej podwyższeń w sezonie: 25 (Gavin Lawless, 1997)
- Najwięcej podwyższeń w karierze: 64 (Henry Honiball)
- Najwięcej karncyh w meczu: 7 (Gavin Lawless, vs. NSW Waratahs, 1997)
- Najwięcej karncyh w sezonie: 30 (Gavin Lawless, 1997)
- Najwięcej karncyh w karierze: 73 (Butch James)
- Najwięcej drop-goali w meczu: 1
- Najwięcej drop-goali w sezonie: 2 (Butch James, 2003), Tony Brown (2006)
- Najwięcej drop-goali w karierze: 3 (Butch James)